# Statue-menhir de Saint-Léonce
La statue-menhir de Saint-Léonce est une statue-menhir appartenant au groupe rouergat découverte à Combret, dans le département de l'Aveyron en France.

## Description
Elle a été découverte en 1937 par M. Bernat au hameau de Saint-Léonce. La statue a été sculptée dans une dalle de grès qui pourrait avoir été importée de la région de Saint-Izaire, ce qui représente un parcours d'environ 20 km de distance avec un relief accidenté. Elle mesure 0,90 m de hauteur sur 0,41 m de largeur et 0,15 m d'épaisseur.
La statue est pratiquement complète : il en manque la tête et l'épaule gauche. C'est une statue masculine. Le bras et la main gauche , les jambes disjointes, les pieds et le crochet-omoplate droit sont nettement marqués. Le personnage porte une ceinture à boucle et un baudrier. La pointe inférieure de « l'objet » est visible.
La statue est conservée au musée Fenaille à Rodez, une copie a été dressée sur place près du lieu de sa découverte.